# Georgios Sphrantzes
George Sphrantzes, còn gọi là Phrantzes hoặc Phrantza (tiếng Hy Lạp: Γεώργιος Σφραντζής or Φραντζής) (1401 - 1478) là một nhà sử học cuối thời Đông La Mã gốc Hy Lạp. Ông sinh ra ở Constantinopolis. Lúc trẻ ông từng làm thư ký cho Hoàng đế Manuel II Palaiologos; rồi lần lượt giữ các chức vụ như protovestiarites năm 1432, prefect xứ Mistras năm 1446 và sau cùng là megas logothetes (đại pháp quan). Khi quân Thổ đánh chiếm kinh thành Constantinopolis vào năm 1453 thì ông bị bắt làm tù binh, nhưng ít lâu sau được chuộc lại và đi đến Peloponnesus. Tại đây ông nhận được sự bảo trợ của triều đình Thomas Palaiologos, Công tước xứ Morea. Sau khi Công quốc trên bán đảo Peloponnesus diệt vong năm 1460, Sphrantzes quyết định lui về sống tại tu viện Tarchaneiotes ở Corfu.

## Tác phẩm
Tại tu viện, ông đã viết bộ biên niên sử mà giống như hầu hết các bộ biên niên sử của Đông La Mã, đều bắt đầu với việc tạo ra thế giới nhưng có phần chi tiết hơn khi nói về lịch sử của nhà Palaiologos từ năm 1258 đến 1476. Bộ sử này là một tài liệu rất có giá trị về các sự kiện trong thời đại của ông. Những nét đặc trưng trong tác phẩm của ông là bày tỏ sự trung thành với nhà Palaiologos mà ông thường phóng đại công trạng của họ và che giấu các khuyết điểm của họ, lòng hận thù người Thổ cùng sự tận tâm với Chính Thống giáo. Các bản dịch được thực hiện bởi August Immanuel Bekker năm 1838 trong Corpus scriptorum hist. byz. và của Jacques Paul Migne trong Patrologia graeca (Xem Karl Krumbacher, Geschichte der byzantinischen Litteratur năm 1897.)
Trong nhiều thế kỷ người ta tin rằng Sphrantzes đã viết hai tác phẩm gồm bộ Tiểu biên niên sử và Đại biên niên sử. Đại biên niên sử có nhiều chi tiết đặc biệt về cuộc vây hãm thành Constantinoplis. Tuy nhiên, theo nghiên cứu của giới sử học hiện đại thì bộ Đại biên niên sử chỉ là một tài liệu ngụy tạo được viết một thập kỷ sau đó bởi Makarios Melissenos ("Pseudo-Sphrantzes"), một linh mục đã trốn đến Napoli từ một hòn đảo Hy Lạp thuộc Venezia bị quân Thổ chiếm.